# Sous les jupes des filles
Sous les jupes des filles (no Brasil: O Que as Mulheres Querem ) é um filme francês de 2014 dirigido por Audrey Dana. O filme conta a história de onze mulheres em Paris e estrela Isabelle Adjani, Vanessa Paradis, Laetitia Casta e Julie Ferrier.

## Sinopse
A história de onze mulheres com vidas diferentes durante uma primavera em Paris. Cada mulher lida com algo novo, seja infidelidade, insegurança, menopausa, etc. 

## Elenco
| Ator              | Papel        |
| ----------------- | ------------ |
| Isabelle Adjani   | Lili         |
| Alice Belaïdi     | Adeline      |
| Laetitia Casta    | Agathe       |
| Audrey Dana       | Jo           |
| Julie Ferrier     | Fanny        |
| Audrey Fleurot    | Sophie       |
| Marina Hands      | Inès         |
| Géraldine Nakache | Ysis         |
| Vanessa Paradis   | Rose         |
| Alice Taglioni    | Marie        |
| Sylvie Testud     | Sam          |
| Stanley Weber     | James Gordon |
| Alex Lutz         | Jacques      |
| Guillaume Gouix   | Pierre       |